# Enrico Trantino
Enrico Trantino (Catania, 15 ottobre 1963) è un politico italiano, sindaco di Catania dal 5 giugno 2023 e dell'omonima città metropolitana dal 6 giugno 2023.

## Biografia

### Studi e carriera
Figlio dell'ex-deputato missino Vincenzo Trantino e di Gemma Albo, è il maggiore di 2 figli. Conseguita la maturità classica al "Leonardo da Vinci" di Catania nel 1981, si è laureato in giurisprudenza nel 1985 all'Università degli studi di Catania. Nel 1989 è stato insignito della “toga d’oro” quale più giovane procuratore legale della città. Rimase iscritto al Movimento Sociale Italiano fino al 1995, anno in cui quel partito si sciolse e fu formata Alleanza Nazionale di Gianfranco Fini. Ne seguì le sorti fino al momento in cui, nel 2008, fu decisa la confluenza nel Popolo della Libertà.
Dal 1995 al 2009 è stato incaricato console onorario del Guatemala per la Sicilia e Calabria. 
Dal 1998 al 2017 è stato sostituto Procuratore Federale presso la Federazione Italiana Giuoco Calcio. Dal 2014 al 2018 Presidente della Camera Penale di Catania "Serafino Famà".
Inoltre, dal 2004 al 2006 Trantino è stato nel CdA dell'Agenzia Spaziale Italiana. Il Fatto quotidiano ricorda che il curiale catanese ebbe un punto di svolta quando divenne avvocato di Marcello Dell'Utri nel processo per concorso esterno in associazione mafiosa.

### Attività politica
Trantino ha iniziato la carriera politica da giovanissimo, a 14 anni, frequentando l'organizzazione giovanile del Movimento Sociale Italiano il Fronte della Gioventù. Dal 1984 al 1985 è stato consigliere della facoltà di Giurisprudenza presso l'Università di Catania. 
Dal 1985 al 1988 è stato consigliere circoscrizionale del XVII quartiere di Catania (quartieri Riviera-Ognina).
Dal 1988 al 1992 è stato consigliere comunale di Catania, raggiungendo l'incarico di vicepresidente della Commissione viabilità e traffico e componente della Commissione Cultura.
Dal 2004 al 2006 ha assunto l'incarico di «esperto» del viceministro delle attività produttive Adolfo Urso nei governi Berlusconi II e III.
Vicino a Nello Musumeci, è stato candidato alle elezioni politiche del 2013 per La Destra di Francesco Storace. Nel 2014, aderisce al movimento DiventeràBellissima.
Dal 2019 al 2022 fu scelto dalla Giunta catanese, con Salvo Pogliese sindaco, per assumere le deleghe di Assessore all'Urbanistica, ai Lavori Pubblici, al Decoro e Arredo Urbano, ai Rapporti con l'Università.

### Sindaco di Catania
Il 5 aprile 2023 Fratelli d'Italia annuncia la sua candidatura a sindaco del capoluogo etneo in vista delle imminenti elezioni amministrative.
Viene eletto al primo turno con il 66,13% dei voti sul candidato del centro-sinistra Maurizio Caserta, fermo al 24,72% dei voti. Si insedia ufficialmente a Palazzo degli Elefanti il 5 giugno.
Secondo la classifica sul gradimento dei sindaci stilata dal Sole 24 ore a luglio 2024, si è classificato al 17º posto a livello nazionale (con una percentuale del 57,5%) e 2° a livello regionale. Un anno dopo il suo gradimento scende al 55º posto su scala nazionale e al 3º posto su scala regionale con una percentuale pari al 54%.

## Vita privata
Ha praticato rugby a livello agonistico, ha conseguito i brevetti FIP di paracadutismo civile e di sommozzatore di primo grado è sposato e ha tre figli.